# 解冤
解冤（かいえん）は甑山道（じゅんさんどう、英: Jeung San Do, 朝: 증산도）の教義のひとつで、多くの生命の冤と恨を解いてあげるという意味。解冤なしに誰も本来の姿に戻れない。先天の歴史は冤恨の拡大史であり、冤恨の蓄積史である。性差別、人種差別、身分格差、貧富格差、戦争と暴力等で数千年間累積してきた冤恨を、全て解いてこそ相生の新時代が開かれる。

## 引用
- 先天では相克の道理が人間と事物を支配したため、全ての人事が道義から外れた。このため、怨恨が鬱積して三界に溢れ、ついに殺気が爆発して、世の中にあらゆる残酷な災いを引き起こしたのだ。［道典4:14:2̃3］
- 今や、いにしえから積もってきた宿怨を晴らし、そこから生じた全ての惨事を消滅させてこそ、永遠なる平和をなし遂げられるのだ。［道典4:14:1］
- もともと人間とは、したい事が出来ないと腹が立って大きな病を得るのである。それ故、今、全てのことを自在にし、各々の自由行動に任せて、まず、乱法を作った後に真法を出す。偏に全てのことに心を正しくせよ。［道典4:27:1̃3］
- 今は解冤時代である。名無き者が気勢を得、見捨てられた地が気運を得るのである。［道典4:22:1］